# Caragobius
A Caragobius a csontos halak (Osteichthyes) főosztályának a sugarasúszójú halak (Actinopterygii) osztályába, ezen belül a sügéralakúak (Perciformes) rendjébe, a gébfélék (Gobiidae) családjába és az Amblyopinae alcsaládjába tartozó nem.

## Előfordulásuk
A Caragobius-fajok előfordulási területe Dél- és Délkelet-Ázsiában, valamint Ausztrália tenger partmenti vizeiben van. A Csendes-óceán nyugati részén, és a következő országokban találhatók meg: Fülöp-szigetek, India, Indonézia, Mianmar és Pápua Új-Guinea.

## Megjelenésük
E halak hossza fajtól függően 8,5-10 centiméter lehet.

## Életmódjuk
Trópusi gébfélék, amelyek egyaránt megélnek a sós-, édes- és brakkvízben is. Mindegyikük a homokos és iszapos fenéken rejtőzködik. Táplálékuk kisebb rákok és egyéb fenéklakó gerinctelenek.

## Szaporodásuk
Szaporodási szokásaik eddig még ismeretlenek.

## Rendszerezés
A nembe az alábbi 3 faj tartozik:
- Caragobius burmanicus (Hora, 1926)
- Caragobius rubristriatus (Saville-Kent, 1889)
- Caragobius urolepis (Bleeker, 1852)